# Roslyn (Washington)
Roslyn az Amerikai Egyesült Államok északnyugati részén, Washington állam Kittitas megyéjében elhelyezkedő város. A 2010. évi népszámlálási adatok alapján 893 lakosa van.

## Történet

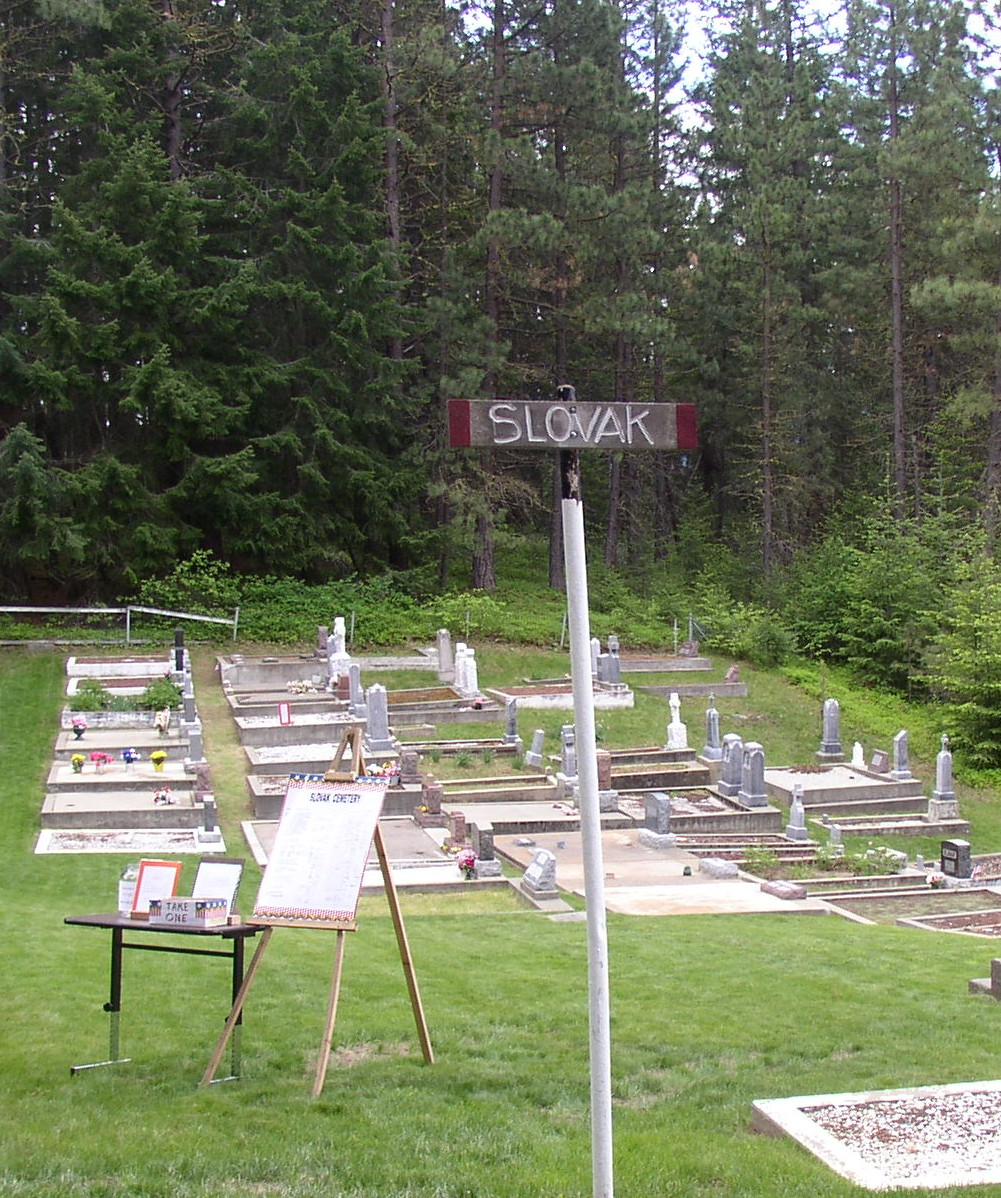
A temető szlovák parcellája

A térség első szénforrásait 1883-ban fedezték fel. Roslynt Logan M. Bullet, a Northern Pacific Coal Company alelnöke alapította 1886-ban; a vállalat a vasút kiszolgálására ekkor nyitotta meg első bányáját.
1886 és 1929 között számos európai bevándorló érkezett, akik továbbra is ápolták szülőföldjük hagyományait; a temetőben 26, nemzetiségek szerint elkülönített parcella található.
1910-ben közel kétmillió tonna szenet termeltek ki. Mivel a gőzmozdonyok helyett dízelvonatokat kezdtek alkalmazni, a bányákat az 1920-as évektől fokozatosan megszüntették. Ugyan a térség bányáiban a rendelkezésre álló mennyiség mindössze ötödét termelték ki, 1963-ban gazdasági okokból az utolsó létesítmény is bezárt. A munkanélkülivé vált személyek elhagyták a települést, azonban az 1970-es években művészek költöztek ide.
A gyárváros lakóinak többsége a Northern Pacific Coal Company vagy valamely leányvállalatának alkalmazottja, esetleg ezen munkások családtagja volt. A közösségi élet központja a ma is álló Northwestern Improvement Company Store, amelyet felvettek a történelmi helyek listájára.
Az 1888-as tűzben a kereskedelmi negyed nagy része megsemmisült; az épületek helyreállításakor nem éghető anyagokat (például téglát) használtak.
Az 1902-ben megnyílt Roslyn Athletic Clubban edzőterem, társalgók és egy tekepálya volt. Az 1898-ban megnyíló könyvtár 1918-ban a sportközpontba költözött, és ma is ugyanazon épületben működik.
A város 1978-ban felkerült a történelmi helyek listájára.
Az egykori vasútvonal helyén ma egy túraösvény húzódik. Manapság a város legnagyobb gazdasági ágazata a turizmus.
1888-ban a magasabb fizetést és rövidebb munkanapokat követelő bányászok sztrájkba léptek, ezért a Northwest Coal Company sztrájktörőket toborzott. Az 50 fekete bőrű munkás mellett negyven fegyveres őr érkezett vonattal. Mivel a sztrájktörők rendőrbíróként fellépve zaklatták a helyi lakosokat, Eugene Semple territóriumi kormányzó elrendelte a szervezet feloszlatását. Semple később Roslynba utazott; állítása szerint a cég gyakorlata túlzó, azonban a munkavitába nem avatkozott be.
Később háromszáz fekete bőrű munkás érkezett a városba; ugyan kezdetben köztük és a fehérek között magas volt a feszültség, később közös szakszervezetbe tömörültek.
Az 1892-es bányarobbanás során 45 munkás vesztette életét.
1892. szeptember 24-én Butch Cassidy öt partnere kirabolta a helyi bankot. Két férfi őrt állt, míg három behatolt az épületbe. A rablók öt, más források szerint tízezer dollárral távoztak; az öt férfi arra számított, hogy a bányászok kifizetésére szánt negyvenezer dollár a bankban van, azonban az összeget közvetlenül a bányavállalatnak küldték.
A seriff és különítménye a rablókat (Cal, Kimize és Zachary Hale) Teanawayben fogták el; a bankban tartózkodó három férfi közül mindössze Calt találták bűnösnek. Néhány hónap múlva a megyei törvényszékre érkező levélben a küldő azt állította, hogy nem az elkövetőt ítélték el. Az üzenet következtében Cal, Kimize és Zachary Hale szabadlábra került, a keresés pedig 1893 áprilisában folytatódott. Az Oregonba küldött rendőrök Tom, George, William és Fred McCarthy, valamint a Ras Christiansen és Matt Warner álneveket használó Ras Lewis után kutattak. George és William megadták magukat, azonban a többiek elmenekültek. A később a Yakima megyei ügyvédhez érkező levélben Rosa Lewis (Ras Lewis felesége) leírta, hogy belefáradt férje kihágásaiba. A seriff és különítménye később a Lewisék által bérelt 7 U Ranch fogadóhoz érkezett. Miután mind az öt férfit bűnösnek találták, George és Ras megszökött, azonban később elfogták őket. A rablókat többször is kihallgatták; mivel nem voltak szemtanúk, a tárgyalásokat eredmény nélkül berekesztették. Az eset miatt a megye majdnem csődbe ment.
Ras Lewis nevét Matt Warnerre változtatta; 1895-ben letartóztatták és négy évet töltött börtönben, később pedig a Utah állambeli Price békebírója és seriffje lett. Lewis 1938-ban hunyt el. Egy későbbi rablás során a McCarthy család több tagját is megölték.
1890-ben a település lakóinak 22%-a afroamerikai volt; ők számos civilszervezetet és templomot alapítottak. A bányák bezárása után egyetlen fekete bőrű család (Craven) maradt a helységben. William Cravent 1976-ban polgármesterré választották, ezáltal ő lett Washington állam első afroamerikai városvezetője.
A Roslyn Black Pioneers a feketék történetének bemutatására létrejött szervezet.
A roslyni temetőben 27, nemzetiségek szerint elkülönülő parcella (például indián, horvát, szerb és görögkatolikus) található; a területet civilszervezetek vásárolták meg a Northern Pacific Companytől.

## Éghajlat
| Hónap                         | Jan.  | Feb.  | Már.  | Ápr.  | Máj. | Jún. | Júl. | Aug. | Szep. | Okt.  | Nov.  | Dec.  | Év    |
| ----------------------------- | ----- | ----- | ----- | ----- | ---- | ---- | ---- | ---- | ----- | ----- | ----- | ----- | ----- |
| Rekord max. hőmérséklet (°C)  | 18,3  | 20,6  | 35,0  | 35,6  | 37,2 | 37,8 | 40,6 | 40,6 | 36,7  | 35,6  | 22,2  | 18,9  | 40,6  |
| Átlagos max. hőmérséklet (°C) | 2,2   | 5,0   | 10,0  | 13,9  | 18,3 | 21,7 | 26,7 | 26,7 | 22,8  | 14,4  | 6,1   | 0,6   | 14,1  |
| Átlagos min. hőmérséklet (°C) | −4,4  | −4,4  | −1,1  | 1,1   | 5,0  | 8,3  | 11,7 | 11,1 | 6,1   | 1,1   | −1,7  | −5,6  | 2,3   |
| Rekord min. hőmérséklet (°C)  | −36,1 | −33,9 | −18,9 | −11,1 | −7,2 | −3,9 | −0,6 | −5,0 | −11,1 | −12,2 | −25,6 | −35,0 | −36,1 |
| Átl. csapadékmennyiség (mm)   | 76    | 68    | 50    | 27    | 29   | 23   | 15   | 13   | 21    | 49    | 109   | 89    | 569   |
| Forrás: The Weather Channel   |       |       |       |       |      |      |      |      |       |       |       |       |       |

## Népesség
A 2010-es népszámláláskor a városnak 893 lakója, 437 háztartása és 224 családja volt. A népsűrűség 78,5 fő/km2. A lakóegységek száma 648, sűrűségük 57 db/km2. A lakosok 95,1%-a fehér, 0,4%-a afroamerikai, 1,1%-a indián, 0,6%-a ázsiai,  0,1%-a egyéb, 2,7%-a pedig kettő vagy több etnikumú. A spanyol vagy latino származásúak aránya 2,7% (   )
A háztartások 22,2%-ában élt 18 évnél fiatalabb. 39,8% házas, 8,5% egyedülálló nő, 3% egyedülálló férfi, 48,7% pedig nem család. 39,6% egyedül élt; 13,1%-uk 65 éves vagy idősebb. Egy háztartásban átlagosan 2,04 személy élt; a családok átlagmérete 2,73 fő.
A medián életkor 43,2 év volt. A város lakóinak 18,4%-a 18 évesnél fiatalabb, 5,2% 18 és 24 év közötti, 29,1%-uk 25 és 44 év közötti, 32,2%-uk 45 és 64 év közötti, 15,1%-uk pedig 65 éves vagy idősebb. A lakosok 52,6%-a férfi, 47,4%-a pedig nő.

## Történelmi negyed
A roslyni történelmi negyed az 1914-es földmérési térképen szereplő területet, a temető 26 parcelláját, valamint 23 hektárnyi nyílt területet foglal magában.

## A médiában
- Az 1979-es The Runner Stumbles című filmet Roslynben forgatták.[21] A filmben több helyi lakos is feltűnik statisztaként.
- A fiktív Cicelyben játszódó Miért éppen Alaszka? című sorozatot a városban és környezetében forgatták.[22] A sorozatban helyiek statisztaként és szereplőként is részt vettek.
- A Bon Iver együttes Roslyn dalának címe a városra utal.[23]
- Az ember a Fellegvárban című regény sorozatadaptációját a városban forgatták.[24]

## Fordítás
Ez a szócikk részben vagy egészben  a   Roslyn, Washington című angol Wikipédia-szócikk ezen változatának fordításán alapul.  Az eredeti cikk szerkesztőit annak laptörténete sorolja fel. Ez a jelzés csupán a megfogalmazás eredetét és a szerzői jogokat jelzi, nem szolgál a cikkben szereplő információk forrásmegjelöléseként.